# Glypta santapaulae
Glypta santapaulae är en stekelart som beskrevs av Dasch 1988. Glypta santapaulae ingår i släktet Glypta och familjen brokparasitsteklar. Inga underarter finns listade i Catalogue of Life.